# 専門職学位
専門職学位（せんもんしょくがくい、英: Professional degree）とは、日本においては大学院の専門職学位課程を修了した者に授与される学位である。通常の大学院の課程で研究業績に対して授与される「修士」と同等とされる。

## 概要
専門職学位は大学院の専門職学位課程（いわゆる専門職大学院）を修了した者に対して授与される。具体的には、法科大学院の課程を修了した者に授与される「法務博士（専門職）」の学位、教職大学院を修了した者に対して授与される「教職修士（専門職）」の学位、および、それら以外の専門職大学院の課程を修了した者に授与される「修士（専門職）」の学位、の3つが専門職学位として学位規則に規定されている。
なお、類似する名称の学位や称号としては、専門職大学を卒業した者に授与される「学士（専門職）」の学位、専門職大学の前期課程を修了した者や専門職短期大学を卒業した者に授与される「短期大学士（専門職）」の学位、専修学校の専門課程の2～3年制学科を卒業した者に授与される「専門士」の称号、などが存在する。しかし、これらはいずれも専門職学位には含まれない。
| 分類 | 分類                                           | 区分                                | 区分                                | 授与を行う標準的な課程                                                  | 授与を行う標準的な課程                                                  |
| ---- | ---------------------------------------------- | ----------------------------------- | ----------------------------------- | ----------------------------------------------------------------------- | ----------------------------------------------------------------------- |
| 学位 | （下記以外）                                   | 博士                                | 博士                                | 大学院の博士課程 特定の省庁大学校の課程                                 | 大学院の博士課程 特定の省庁大学校の課程                                 |
| 学位 | （下記以外）                                   | 修士                                | 修士                                | 大学院の修士課程 特定の省庁大学校の課程                                 | 大学院の修士課程 特定の省庁大学校の課程                                 |
| 学位 | （下記以外）                                   | 学士                                | 学士                                | 大学の学部 短期大学の専攻科 高等専門学校の専攻科 特定の省庁大学校の課程 | 大学の学部 短期大学の専攻科 高等専門学校の専攻科 特定の省庁大学校の課程 |
| 学位 | （下記以外）                                   | 短期大学士                          | 短期大学士                          | 短期大学の本科                                                          | 短期大学の本科                                                          |
| 学位 | 専門職学位                                     | 修士（専門職） （○○修士（専門職）） | 修士（専門職） （○○修士（専門職）） | 大学院の専門職学位課程 （専門職大学院）                                 | （法科・教職以外）                                                      |
| 学位 | 専門職学位                                     | 法務博士（専門職）                  | 法務博士（専門職）                  | 大学院の専門職学位課程 （専門職大学院）                                 | 法科大学院                                                              |
| 学位 | 専門職学位                                     | 教職修士（専門職）                  | 教職修士（専門職）                  | 大学院の専門職学位課程 （専門職大学院）                                 | 教職大学院                                                              |
| 学位 | 専門職大学を 卒業した者等に対し 授与する学位   | 学士 （専門職）                     | ○○学士（専門職）                    | 専門職大学                                                              | 専門職大学                                                              |
| 学位 | 専門職大学を 卒業した者等に対し 授与する学位   | 学士 （専門職）                     | 学士（○○専門職）                    | 大学の学部の専門職学科                                                  | 大学の学部の専門職学科                                                  |
| 学位 | 専門職大学を 卒業した者等に対し 授与する学位   | 短期大学士 （専門職）               | ○○短期大学士（専門職）              | 専門職大学の前期課程                                                    | 専門職大学の前期課程                                                    |
| 学位 | 専門職短期大学を 卒業した者に対し 授与する学位 | 短期大学士 （専門職）               | ○○短期大学士（専門職）              | 専門職短期大学                                                          | 専門職短期大学                                                          |
| 学位 | 専門職短期大学を 卒業した者に対し 授与する学位 | 短期大学士 （専門職）               | 短期大学士（○○専門職）              | 短期大学の専門職学科                                                    | 短期大学の専門職学科                                                    |
| 称号 | 称号                                           | 準学士                              | 準学士                              | 高等専門学校の本科                                                      | 高等専門学校の本科                                                      |
| 称号 | 称号                                           | 高度専門士                          | 高度専門士                          | 専修学校の専門課程（専門学校）のうち、 4年制の学科                      | 専修学校の専門課程（専門学校）のうち、 4年制の学科                      |
| 称号 | 称号                                           | 専門士                              | 専門士                              | 専修学校の専門課程（専門学校）のうち、 2〜3年制の学科                   | 専修学校の専門課程（専門学校）のうち、 2〜3年制の学科                   |

## 日本
日本では、学位令発足以来、学位といえば、アカデミックな学位を指した。専門職学位は学校教育法第104条第3項において「文部科学大臣の定める学位」として規定され、更に学位規則第5条の2において、この「文部科学大臣の定める学位」を専門職学位と称している。
大学院における専門職学位は、「博士」という語をその名称に含むものがあるが、通常の大学院の課程で研究業績に対して授与される「修士」と同等とされる。専門職大学院の標準修業年数は、法務博士（専門職）のみ3年（ただし、既修コースは1年次分を修得済みとして2年に短縮される）、それ以外は2年である。

### 学位規則上の種類
| 区分                                                                   | 学位               |
| ---------------------------------------------------------------------- | ------------------ |
| 専門職大学院の課程（次項以下の課程を除く。）を修了した者に授与する学位 | 修士（専門職）     |
| 法科大学院の課程を修了した者に授与する学位                             | 法務博士（専門職） |
| 教職大学院の課程を修了した者に授与する学位                             | 教職修士（専門職） |

### 専門職学位の名称
学位規則上、法務博士及び教職修士以外の修士相当の専門職学位は、単に「修士（専門職）」とのみ規定されているが、各大学の学位規程等により、専攻分野を冠した形で「○○修士（専門職）」という名称で授与されている。主に次のものなどがある。
- 会計修士（専門職）
- 経営学修士（専門職）
- 経営管理修士（専門職）
- 技術経営修士（専門職）
- 創造技術修士（専門職）
- 公共政策修士（専門職）
- 公衆衛生学修士（専門職）
- 知的財産修士（専門職）
- 臨床心理修士（専門職）
- 事業構想修士（専門職）

### 専門職学位の意義
大学院の専門職学位課程、いわゆる専門職大学院は社会経済の各分野において指導的役割を果たす、高度専門職業人を養成することを目的として設立されたものであり、専門職学位とはその職業人たる最低限の素養を認定する意義を有している。具体的な専門職大学院としては海外のロースクールに倣って創設された法科大学院が代表的であるが、その他の専門職大学院には公共政策大学院、会計大学院などがあり、その他ではビジネス・スクールが多い。今後は法曹育成を行う法科の他、政治家、行政官、NPOやNGOのリーダー、ジャーナリストなどの方面に人材を供給する公共政策の他、企業戦略、ファイナンス、会計、助産師、学校教育つまり教員養成、大学経営、医療経営、社会福祉、医療系、工業系、原子力系、情報技術系、心理系、環境系、健康科学系、デザイン系、アニメーションをはじめメディアコンテンツなどの分野など徐々に高度専門教育の裾野が広がりつつあり、専門職学位の種類も増えていくことが予想される。
特に高齢化社会の進展する中で生涯学習の時代に突入した21世紀の教育環境は社会に出た後もキャリアアップを目的として再び教育を受けようとする人口が増え、社会人大学院や夜間大学院が脚光を浴びてきておりキャリア教育の重要性が高まっている。実践的なスキル修得や専門的教育を施す機関として社会人大学院の中でも有力な受け入れ先である専門職大学院には取得する学位の代表的なものとしてMBA、MOT、MPH、MPA、MPMなどがある。
取得できる学位の中で最も代表的なのは、ビジネスマンのステータスであるMBAであるが、新しく出来た専門職大学院の中では「経営管理修士（専門職）」または「経営学修士（専門職）」として置かれている場合が多い。MBAの上位には通常DBAの学位もあるが、専門職大学院の制度が未発達段階にあることとニーズの関係から専門職大学院の学位としては未だ置かれていない。その他、企業戦略やファイナンス大学院、会計大学院で授与する学位も、和文表記では個々の専攻領域だが、英文表記としてはMBAとして一律化しているのも特徴である。MOT（MBA in Technology Management）の学位も日本では「技術経営管理学修士（専門職）」などの名称で置いている。その他、法政大学のようにMBITという学位を置く大学もあるが、これはMaster of Business information technologyといい、「情報技術修士（専門職）」という和文表記が主に用いられている。
専門職大学院の前身である専門大学院制度の下で成立した公衆衛生大学院では疫病の治療予防の研究を目的とした人材育成がなされ、当該大学院修了者にはMPH（Master of Public Health、和文表記: 公衆衛生修士号）の学位を授与している。またDPH（Doctor of Public Health、和文表記: 公衆衛生博士号）やPh.D.（Doctor of Philosophy、和文表記: 学術博士）を授与する大学院もある。また、次に代表的なものは公共経営大学院の学位である。これらの大学院で取得できる学位にはMPAやMPMという学位などがある。MPA（Master of Public Administration）とMPM（Master of Public Management）を公共経営学修士と訳し、日本では早稲田大学が公共経営研究科という公共政策大学院を設置し、「公共経営修士（専門職）」の学位をMPMとして授与している。MPPはMaster of Public Policyの略で日本では「公共政策学修士（専門職）」としている
なお、専門職学位は、大学の教授となることのできる資格の要件の一つでもある。また、准教授・講師・助教となることのできる資格の要件の一つでもある。これらに加えて、専修学校専門課程教員資格でもある。それゆえに今後、専門職技能を有する教員を大学や専修学校で確保する上でも専門職学位を有する高度専門職業人の活躍が期待されるところである。

### その他
教育職員免許状で、専修免許状を「別表第一」で授与申請する場合の基礎資格は、原則、「修士の学位を有する」ことが条件となり、「教科又は教職に関する科目」24単位以上の修得により、すでに所有する一種免許状を基礎免許状として授与されるが、専門職大学院の授与する「専門職学位」を「修士の学位」と同等とみなし、「修士の学位」の部分を当該「専門職学位」に置き換えて授与申請することが可能である。

## アメリカ合衆国
米国では、研究学位と職業学位に分けられ、学術的な研究に従事する研究者と実務に携わる専門家双方に別個の教育・学位の授与がなされてきた。その代表例がロー・スクールやメディカル・スクールなどである。
職業学位の種類としては、以下のように実に多彩な職業学位が設置され、多彩な専門教育のプログラムを有している。
職業学位の目的および種類
- 法曹養成 - J.D.
- 政策立案者養成 - MPP及びMPM、MPAなど
- 技術者養成 - D.Eng.
- 経営者養成 - MBA及びDBA
- 医師養成 - M.D.
- 歯科医師養成 - D.D.S.及びD.M.D.
- カイロプラクティック養成-[D.C.] ドクター・オブ・カイロプラクティック (Doctor of Chiropractic)
- オステオパシー（米国式整体・整復医師）養成 - ドクター・オブ・オステオパシー(Doctor of Osteopathy)(D.O.)
- 理学療法士養成 - Doctor of Physical Therapy
- 薬剤師養成 - Pharm.D.
- 獣医師養成 - D.V.M.
- 教師養成 - M.Ed.及びEd.D.
- 牧師養成 - M.Div.及びM.Div
- ソーシャルワーカー養成 - M.S.W.及びD.S.W.

## フランス
フランスでは職業学士、 技術大学ディプロマ（DUT）、上級技術者免状（BTS）などが設定されている。

## ドイツ
ドイツではマイスター資格制度が存在し、これはEQFレベル6であり学士号レベルと同等とされている。

## デンマーク
デンマークでは専門職学士号が存在し、これはEQFレベル6であり学士号レベルと同等とされている

## フィンランド
フィンランドでは、ポリテク学士号（Polytechnic Bachelor Degree）、ポリテク修士号（Polytechnic Master Degree）が設定されている。